# 臺灣野球史
《臺灣野球史》，作者湯川充雄，1932年出版，為一本臺灣日治時期的棒球專著。書中蒐集當時臺灣各地棒球運動的發展狀況，包含各級學校球隊及社會球隊的球賽戰績、隊員名單及其表現、賽況等，以及介紹臺灣棒球運動的推手、各地球場、啦啦隊等資料，是了解早期臺灣棒球發展史重要的參考資料。